# 西片上駅
西片上駅（にしかたかみえき）は、岡山県備前市西片上にある、西日本旅客鉄道（JR西日本）赤穂線の駅である。駅番号はJR-N12。

## 歴史
- 1963年（昭和38年）5月1日：国鉄赤穂線備前片上 - 伊部間に新設[1]。旅客のみ取扱[1]。
- 1985年（昭和60年）12月1日：無人駅化[2]。
- 1987年（昭和62年）4月1日：国鉄分割民営化に伴い、JR西日本の駅となる[1]。
- 2018年（平成30年）9月15日：ICOCA対応IC専用機導入。ICOCAの利用が可能となる[3]。

## 駅構造
岡山方面に向かって右側に単式ホーム1面1線を有する地上駅（停留所）。築堤上に位置するため、周辺の住宅等からはかなり高い所にある。これは、流川沿いの僅かな平地に町があるが、鉄道と道路（国道2号）は川沿いの両方の山地部分からこの平地の真上を突っ切る形で建設されたためである。駅舎と出入口は国道2号沿いにあるので地上駅ではあるが、周辺の街からは3階以上の高い所に駅舎・ホームがある。
東岡山駅管理の無人駅。自動券売機とICカード読取装置（簡易改札機）が設置されている。自動券売機が設置されるまでは簡易委託駅であった。ホームは嵩上げされている。

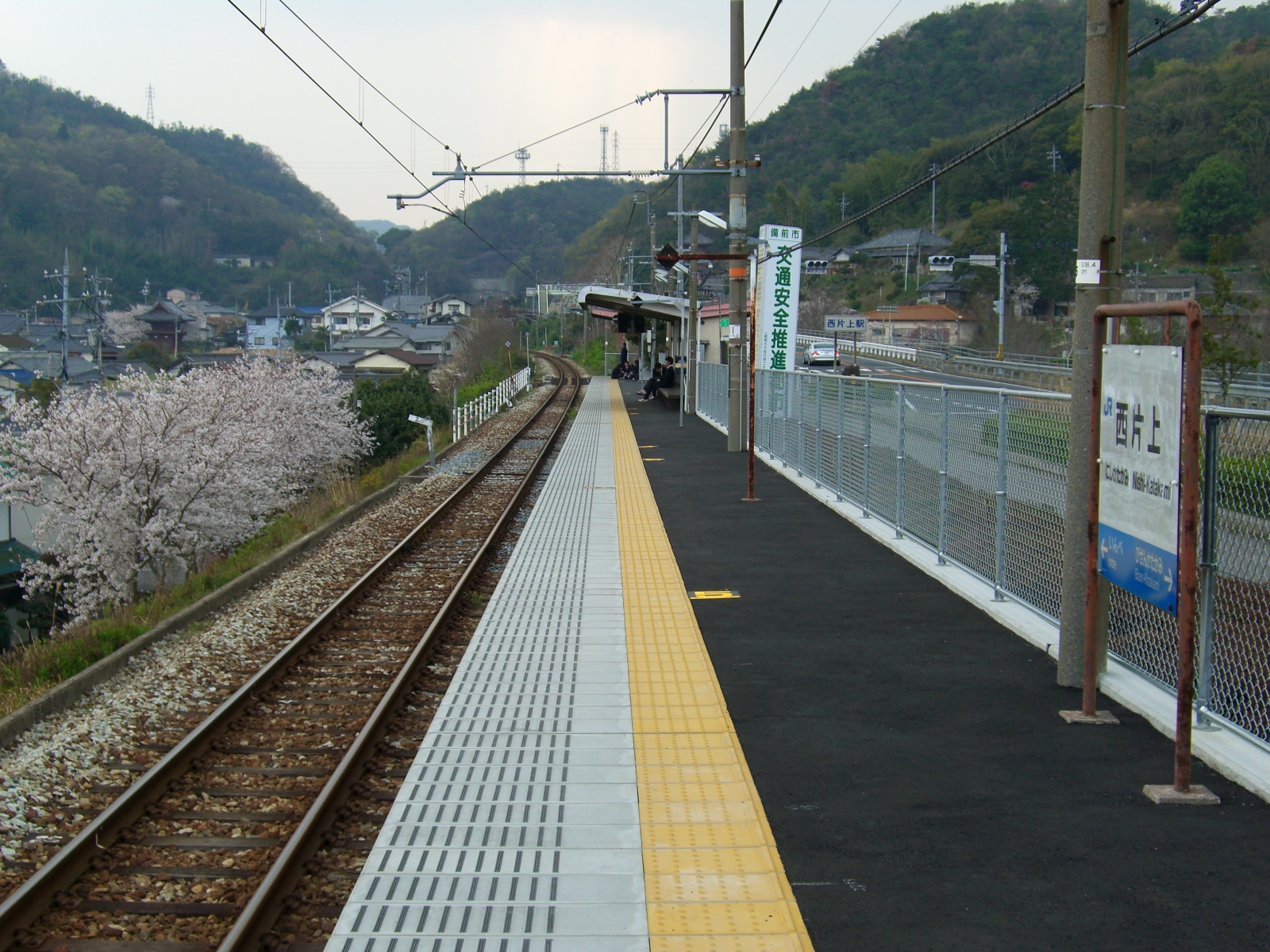
ホーム（2007年4月、播州赤穂方から）
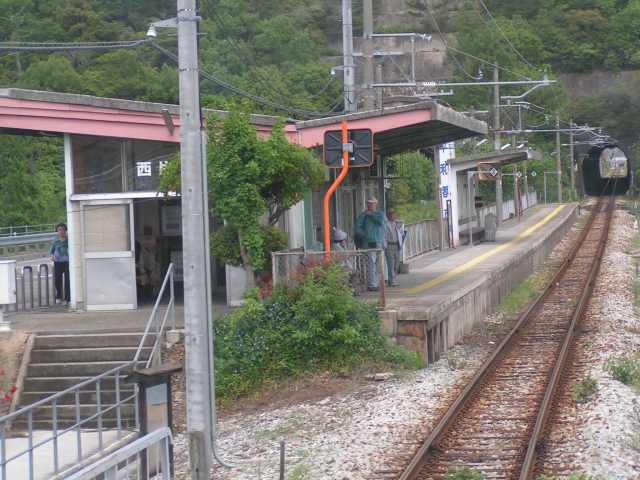
ホーム（2006年5月、岡山方から）
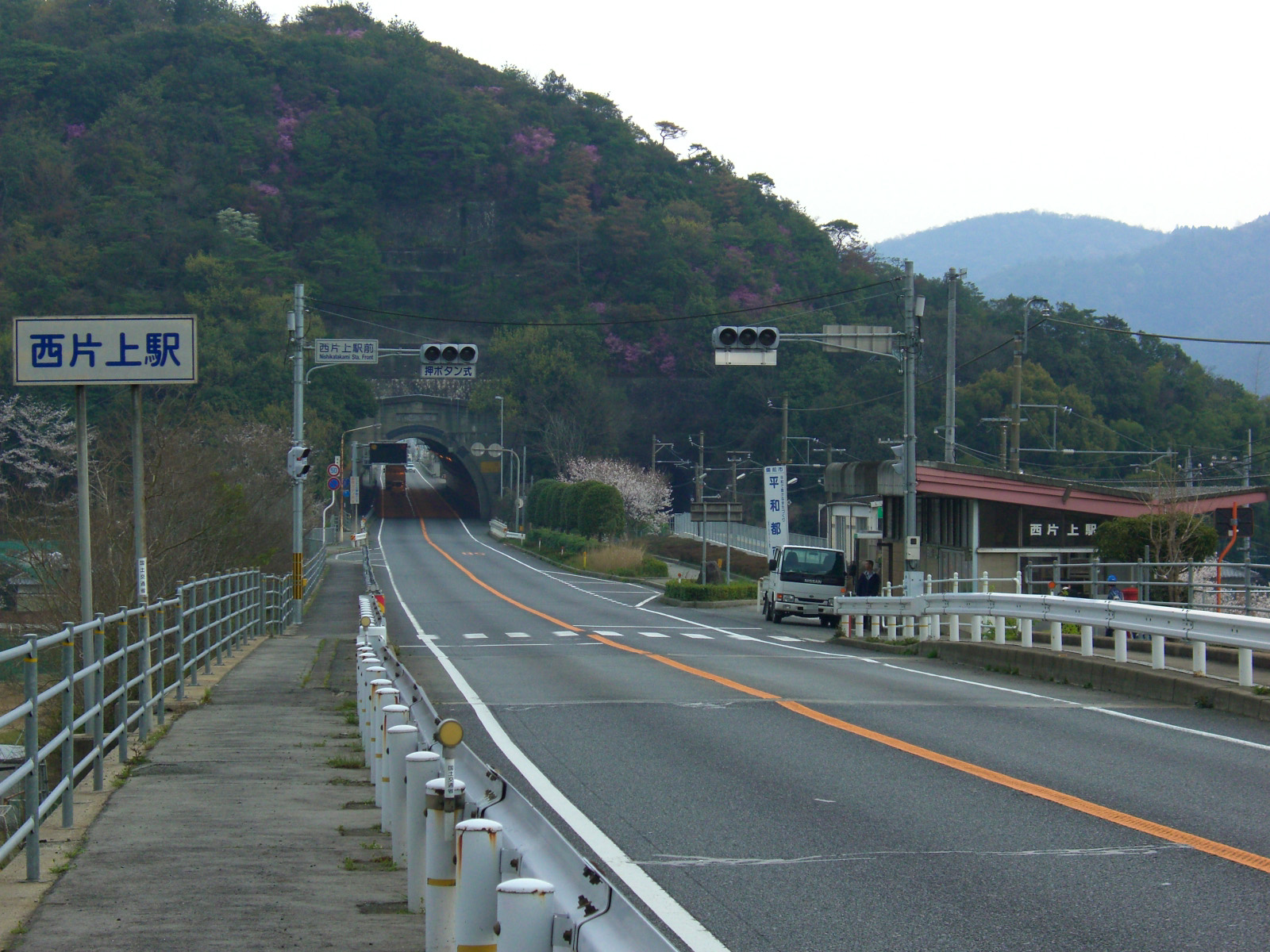
当駅の北には国道2号がある。伊部・片上地区は国道2号と赤穂線がほぼ併走するように走っている。

## 利用状況
近年の1日平均乗車人員の推移は以下の通り。
| 乗車人員推移 | 乗車人員推移 |
| 年度         | 1日平均人数  |
| ------------ | ------------ |
| 1999         | 409          |
| 2000         | 376          |
| 2001         | 387          |
| 2002         | 375          |
| 2003         | 445          |
| 2004         | 506          |
| 2005         | 541          |
| 2006         | 504          |
| 2007         | 500          |
| 2008         | 528          |
| 2009         | 507          |
| 2010         | 497          |
| 2011         | 473          |
| 2012         | 467          |
| 2013         | 499          |
| 2014         | 544          |
| 2015         | 571          |
| 2016         | 583          |
| 2017         | 587          |
| 2018         | 595          |
| 2019         | 589          |
| 2020         | 572          |
| 2021         | 495          |

## 駅周辺
住宅が密集している。片上湾は駅から数百メートル程の距離にある。以前は同和鉱業片上鉄道線片上駅に最も近い駅であった。
- 備前市役所
- 備前市民センター
- 備前郵便局
- 岡山県立備前緑陽高等学校
- 備前市立片上高等学校
- 備前市立片上小学校
- 備前市立片上認定こども園
- 中国銀行片上支店
- トマト銀行片上支店
- 備前日生信用金庫片上支店
- マックスバリュ備前店
- FAN美術館（無期限休館）
- 国道2号
- 国道250号
- 品川リフラクトリーズ岡山工場
- 岡山セラミックスセンター
- 真光寺
- 正覚寺

## 隣の駅
西日本旅客鉄道（JR西日本）
 赤穂線
備前片上駅 (JR-N13) - 西片上駅 (JR-N12) - 伊部駅 (JR-N11)